# Хассаку (цитрус)
Хассаку (яп. ハッサク) ― гибридное растение рода Цитрус семейства Рутовые, произрастающее в основном в префектуре Хиросима. Хассаку цветом похож на плод апельсина, но при этом имеет размер с грейпфрут.
В 2010 году в Японии было собрано 35 919 тонн урожая хассаку, которые в основном выращивались в префектурах Вакаяма, Токусима, Хиросима и Эхиме.

## Описание
Хассаку растёт на вечнозелёном дереве, ветки которого в редких случаях могут быть усеяны шипами. В основном, листья растения крупные, похожие на листья помело.
Гесперидий плода имеет диаметр 9–10 см. Форма круглая, немного сплющенная с обоих концов. Внешний слой кожуры хассаку имеет жёлто-оранжевый цвет с шероховатыми зёрнами. Лежащий под ним нижний слой довольно толстый и сросшийся. Всего масса плода хассаку составляет примерно 400 г.
На вкус фрукт сладкий и свежий, но при этом он в тоже время является относительно кислым.

## История
Хассаку был выведен в 1860 году случайным способом в храме города Инносима (ныне Ономити) путём скрещивания помело и возможно, апельсина.
Название «хассаку» было дано фрукту в 1948 году ботаником Тезабуро Танака.
Начиная с 1925 года, хассаку распространился на территории всей Японской империи, так как ухаживание за ним не требует особого ухода.

## Использование

### В медицине
Экстракт из молодых плодов хассаку используются в медицине для ухода за кожей тех пациентов, которые страдают атопическим дерматитом.

### Употребление в пищу
Обычно хассаку употребляют в сыром виде, так как после варки он становится горьким. Также его можно употреблять ложкой для грейпфрута.
Фрукт считается отличным источником витамина C, фолиевой кислоты и калия.

## Галерея
- Хассаку в магазине в Токио
- Мякоть хассаку
- Разрезанный на пополам хассаку